# Larry Hulcer
Larry Hulcer (ur. 26 kwietnia 1957 w Saint Louis) – amerykański piłkarz, grający na pozycji obrońcy, reprezentant kraju.

## Kariera piłkarska
Larry Hulcer karierę piłkarską rozpoczął w 1975 roku w drużynie uniwersyteckiej St. Louis University, w której występował do 1978 roku. W tym okresie w 1976 i 1978 roku został wyróżnienie All American. W 1995 roku został wprowadzony do St. Louis University Athletic Hall of Fame.
W 1979 roku rozpoczął profesjonalną karierę zostając zawodnikiem klubu ligi NASL - Los Angeles Aztecs, w barwach którego rozegrał 22 mecze w lidze oraz ogłoszonym Odkryciem Roku NASL w sezonie 1979. W 1980 roku przeszedł wraz z kolegą z zespołu - Angelo DiBernardo do New York Cosmos, w którym występował do 1981 roku. Rozegrał w tym klubie 16 meczów oraz zdobył mistrzostwo NASL w sezonie 1980 oraz wicemistrzostwo NASL w sezonie 1981.
Dnia 9 grudnia 1981 roku przeszedł do drużyny ligi MISL - St. Louis Steamers, w którym występował do 1985 roku, rozgrywając tej lidze 93 mecze i strzelając 15 goli. Następnie przeszedł do Kansas City Comets, gdzie w październiku 1985 roku w wieku zaledwie 28 lat zakończył piłkarską karierę. Łącznie w lidze NASL rozegrał 38 meczów.

## Kariera reprezentacyjna
Larry Hulcer w 1978 roku grał w olimpijskiej reprezentacji Stanów Zjednoczonych, z którą wkrótce zakwalifikował się na Letnie Igrzyska Olimpijskie 1980 w Moskwie, jednak Stany Zjednoczone nie pojechały na te igrzyska z powodu bojkotu tych igrzysk za internewncję wojsk radzieckich w Afganistanie.
W latach 1979–1980 Larry Hulcer w seniorskiej reprezentacji Stanów Zjednoczonych wystąpił w 8 meczach i strzelił w nich 1 gola. Debiut zaliczył dnia 3 lutego 1979 roku w Seattle w przegranym 1:3 meczu towarzyskim z reprezentacją ZSRR. Jedynego gola w seniorskiej Stanów Zjednoczonych strzelił dnia 4 października 1980 roku na Municipal Stadium w Dudelange w wygranym 2:0 meczu towarzyskim z reprezentacją Luksemburga, a ostatni mecz rozegrał dnia 23 listopada 1980 roku na Lockhart Stadium w Fort Lauderdale, w którym seniorskiej Stanów Zjednoczonych wygrała 2:1 z reprezentacją Meksyku w ramach kwalifikacji do mistrzostw świata 1982.

## Kariera trenerska
Larry Hulcer po zakończeniu kariery piłkarskiej rozpoczął karierę trenerską. Pracował w St. Louis Envelope Company, St. Louis Soccer Club i Busch Soccer Club.

## Sukcesy piłkarskie

### New York Cosmos
- Mistrzostwo NASL: 1980
- Wicemistrzostwo NASL: 1981

### Indywidualne
- Wyróżnienie All American: 1976, 1978
- Odkrycie ligi NASL: 1979